# Miti
Pour les articles homonymes, voir Miti (homonymie).
Miti en tahitien veut dire « mer ».
Ce mot est à l'origine de beaucoup de prénoms tahitiens, dont :
- Poemiti (« perle de la mer »)
- Mitihere (« mer adorée »)
- Mitinui (« grande mer », « grand océan »)